# Yusuf Datti Baba-Ahmed
Yusuf Datti Baba-Ahmed (nacido el 7 de julio de 1969) es un economista y político nigeriano que se desempeñó como senador por Kaduna del Norte de 2011 a 2012 y miembro de la Cámara de Representantes de 2003 a 2007. Miembro del Partido Laborista, fue el candidato a vicepresidente del partido en las elecciones presidenciales de 2023 junto a Peter Obi.

## Biografía
De la prominente familia Baba-Ahmed de Zaria, Baba-Ahmed se graduó de la Universidad de Maiduguri. Después de la escuela, trabajó en negocios y banca durante varios años antes de ingresar a la política. Baba-Ahmed fue elegido miembro de la Cámara de Representantes de Zaria en 2003; mientras estuvo en el cargo, se hizo conocido por hablar en contra de la corrupción y la Agenda del Tercer Mandato. Después de dejar el cargo en 2007, Baba-Ahmed continuó defendiendo el buen gobierno mientras regresaba a su grupo empresarial Baze y fundaba la Universidad Baze. En 2011, volvió a la política y se postuló con éxito para senador por Kaduna del Norte; sin embargo, el tribunal electoral anuló su victoria y dejó el cargo en 2012. Después de una campaña presidencial fallida en las primarias del PPD de 2019, Baba-Ahmed se unió al Partido Laborista en 2022 para convertirse en compañero de fórmula de Peter Obi.